# Meroz
Meroz (hebreu: מֵרוֹז; grec: Μερώζ) fou una ciutat de Palestina esmentada als llibre dels Jutges, situada a la vora d'un camp de batalla, dins el territori de la tribu Aser.
Es pensava que era una ciutat dins de les planes de Galilea al nord del mont Tabor a Israel que va ser maleïda per l'àngel de Déu en el cant de Dèbora i Barak; els habitants dels quals no van venir a ajudar els israelites en la batalla contra l'exèrcit de Sísera. És possible que Meroz s'identifiqui amb el-Murussus, un poble a unes 5 milles al nord-oest de Beisan, als vessants al nord de la vall de la Jezreel. El poble de Kafr Misr també s'ha identificat com un lloc possible, a causa de la seva proximitat a altres llocs antics propers, com ara Nein (Nain) i Indur (Endor).
| «             | Maleïu Meroz, va dir l'àngel de Yahvé, maleïu amargament els seus habitants; perquè no van venir en socors de Jahveh, en socors de Jahvè contra els poderosos. | » |
| — Jutges 5:23 | |   |

###### En la interpretació jueva medieval
Segons el Talmud (Moed Katan 16a), Meroz era un gran home (en arameu: גברא רבה) o una estrella (כוכבא), aquest últim basat en el vers anterior, Jutges 5:23, "les estrelles en el seu curs van lluitar contra Sísera" (v.20). Rashi ad loc. comenta que l'"estrella" és "el zodíac de Sísera". Tanmateix, la majoria dels comentaristes rabínics medievals (D. Qimhi, Gersonides, Abarbanel, Sforno, Qara, di Trani,) coincideixen que Meroz és un lloc, igual que Aaron b. Joseph Rofe.

###### En el pensament protestant
En el pensament protestant, el "pecat de Meroz" es refereix a l'apatia o la manca de testimoni. A Witch Wood de John Buchan, ambientada en l'època dels Covenanters, el narrador diu del protagonista, David Semhill, que "va sentir que era el seu deure testimoniar, o en cas contrari seria culpable del pecat de Meroz, el pecat d'apatia quan la seva fe va ser desafiada.
En el moment de la Revolució americana, els escriptors Patriot van argumentar que els Lealistes eren culpables del pecat de Meroz, ja que van negligir per defensar el seu país, religió i llibertat.